# Dalyan, Ortaca
Dalyan là một thị trấn thuộc huyện Ortaca, tỉnh Muğla, Thổ Nhĩ Kỳ. Dân số thời điểm năm 2011 là 4.865 người.